# A19高速公路 (葡萄牙)
A19高速公路（葡萄牙語：A19），是葡萄牙中部一條高速公路，西起巴塔利亞，東至萊里亞，全長16.4公里。
全線設有七處交流道。2010年至2011年分段通車。